# Cantón de Cerisiers
El cantón de Cerisiers era una división administrativa francesa, que estaba situada en el departamento de Yonne y la región de Borgoña.

## Composición
El cantón estaba formado por ocho comunas:
- Arces-Dilo
- Bœurs-en-Othe
- Cérilly
- Cerisiers
- Coulours
- Fournaudin
- Vaudeurs
- Villechétive

## Supresión del cantón de Cerisiers
En aplicación del Decreto n.º 2014-156 de 13 de febrero de 2014, el cantón de Cerisiers fue suprimido el 22 de marzo de 2015 y sus 8 comunas pasaron a formar parte del nuevo cantón de Brienon-sur-Armançon.